# 22185 Штявниця
22185 Штявниця (22185 Štiavnica) — астероїд головного поясу, відкритий 29 грудня 2000 року.
Тіссеранів параметр щодо Юпітера — 3,073.